# Așezare militară
Așezările militare (rusă Военные поселения) au fost un sistem de organizare al trupelor în Imperiul Rus în perioada 1810 – 1857, care a combinat serviciul militar cu munca în domenii productive, în special în agricultură.
Împăratul Alexandru I a căutat o soluție pentru instruirea trupelor de rezervă fără creșterea semnificativă a cheltuielilor militare și în restrângerii serviciului militar obligatoriu. Soluția găsită a fost crearea „așezărilor militare”. Primele astfel de așezări au fost creată în fost cele create în 1810 – 1812 în gubernia Moghilev pentru membrii regimentului de muschetari din Eleț. Pentru înființarea acestor prime așezări, sătenii din regiune ar fi trebuit mutați în regiunile sudice ale imperiului. Mutarea sătenilor nu a fost dusă până la capăt, datorită declanșării invaziei franceze din 1812.
Până în 1825 au fost înființate așezări militare pe pământurile statului din mai multe gubernii (Sankt Petersburg, Novgorod, Moghilev, Vitebsk, Harkov, și altele).
Așezările militare au fost subordonate, funcție de perioadă astfel:
- 1817 – 1821  –  comandantul așezărilor militare;
- 1821 – 1826  –  Statul Major al așezărilor militare;
- 1826 – 1832  –  Marele Stat Major al Miestății Sale pentru așezările militare;
- 1835 – 1857  –  departamentul așezărilor militare din cadrul Ministerului de   Război.

## Istoric
Așezările militare existau încă din secolul al XVII-lea în regiunile de frontieră de sud-est a Rusiei, unde trupele mobilizate aici trebuiau să țină piept raidurilor tătarilor din Crimeea  și a altor triburi nomade. Împăratul Petru cel Mare a înființat asemenea așezări destinate pazei frontierelor Ucrainei, de-a lungul „Liniei Țarițîn”, iar împărăteasa Elisabeta Petrovna a înființat asemenea așezări cu un scop asemănător de-a lungul „Liniei Orenburg”, iar Ecaterina cea Mare în Caucaz.
În același timp, au fost înființate așezări militare în provinciile interioare, care aveau ca principal scop asigurarea de adăpost pentru veteranii lăsați la vatră datorită infirmităților căpătate în luptă, bolilor sau vârstei înaintate. Astfel, în timpul vieții lui Petru cel Mare, au fost înființate așezări militare în provinciile de curând cucerite de la Regatul Suediei, iar mai târziu asemenea așezări au fost înființate și în guberniile Kuban, Orenburg, Smolensk și altele.

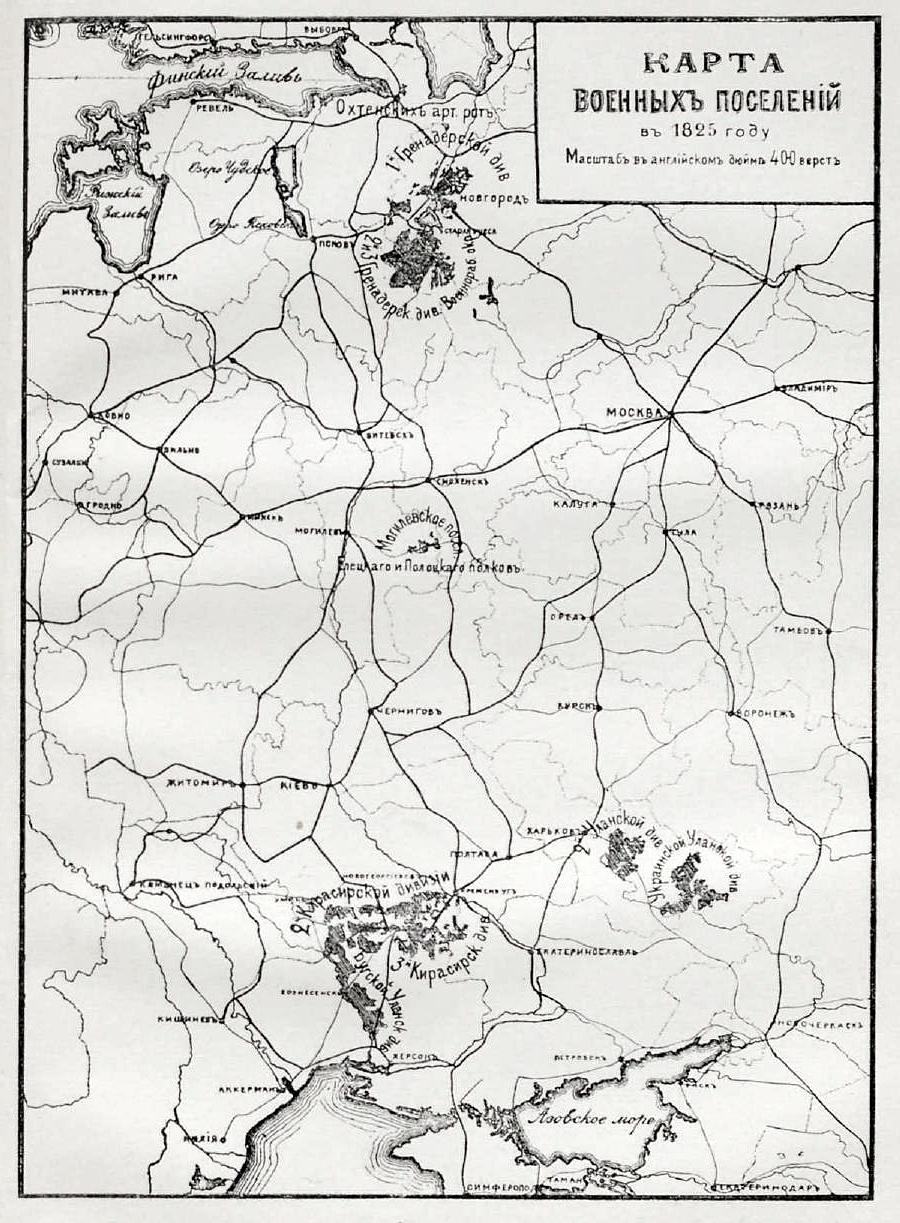
Așezare militară (1825)

Spre sfârșitul secolului al XVIII-lea, toate aceste așezări au fost distruse treptate sau au fost incorporate în teritoriile controlate de armatele căzăcești din Astrahan, Orenburg sau au Liniei Caucazului. Altele au fost absorbire de orașe sau satele statului. În guberniile răsăritene au mai rămas câteva așezări militare locuite de soldați-agricultori, dar care nu se mai deosebeau cu nimic de țăranii statului (государственные крестьяне, țărani cu statut intermediar, între cel de iobag și cel de țăran liber).
La începutul secolului al XIX-lea, în epoca războaielor napoleoniene, a apărut necesitatea organizării în guberniile interioare a numeroase așezări militare. Inițiativa fondării noii serii de așezări militare i-a aparținut țarului Alexandru I, care fusese fascinat de sistemul înființat în Prusia de Gerhard von Scharnhorst (milițiile Landwehr și Landsturm), care permitea creșterea în caz de război de câteva ori a efectivelor armatei regulate.
În afară de scopurile militare, împăratul a dorit să îmbunătățească situația materială a soldaților de rând, să le dea posibilitatea ca, în timpul efectuării serviciului militar activ ,să rămână pe cât posibil în sânul familiilor și să  continue să muncească în agricultură, iar la bătânețe să aibă asigurat un cămin și mijloace de existență. În ciuda obiecțiunilor apropiaților săi, care considerau că planul nu este realizabil datorită costurilor uriașe, împăratul s-a arătat hotărât să meargă mai departe.
Contele Alexei Andreevici Arakceev este considerat creatorul așezărilor militare moderne. Dacă la început s-a opus creării lor, mai apoi a susținut inițiativa împăratului, temându-se că poate pierde statutul privilegiat pe care îl avea în anturajul lui Alexandru I.
Primul așezare creată pe noile principii a fost înființată în anul 1810, când regimentul de rezervă de muschetari din Eleț a fost mutat în gubernia Moghilev, în uezdul Klimovici. Localnicii satelor alese pentru înființarea așezărilor militare au fost mutați în Novorusia. Aproximativ patru mii de țărani au fost mutați fără ca aceștia să opună rezistență, dar, în timpul transferuluil, un mare număr dintre ai a murit din cauza foamei, fringului sau bolilor. Mutarea acestor țărani a costat statul rus aproximativ 70.000 de ruble. Militarii desemnați pentru relocare au fost de obicei cei de gradele mici. Militarilor neînsurați li s-a permis să se căsătorească cu femei cu statut de „țăran al statului”, care au fost înzestrate pe cheltuiala statului. Ei s-au instalat în gospodăriile țăranilor relocați, au primit unelte agricole, vite și semințe plătite cu bani de la bugetul statului. Războiul Patriotic din 1812 a oprit organizarea așezărilor militare în gubernia Moghilev. Regimentul de rezervă a fost chemat în serviciul activ. La sfârșitul războiului, supraviețuitorii regimentului au găsit gospodăriile repartizate de stat pustii, prădate de locuitorii din satele vecine.
Dat fiind lipsa experienței militarilor în domeniul agricol, guvernul a fost obligat să cheltuiască sume mari de bani nu doar pentru organizarea așezărilor militare, dar și pentru întreținerea lor. Pentru a remedia această problemă, guvernul a hotărât ca, în cazul organizării unor noi așezări militare, sătenii să nu mai fie relocați, ci să fie în schimb înrolați în serviciul militar activ. Astfel, în toamna anului 1816, un întreg regiment de grenadieri a fost relocat în regiunea Vîsoțki din gubernia Novgorod. Această măsură a fost determinată de lipsa unor locații corespunzătoare pentru cazarea militarilor în Petersburg. Întreaga regiune a fost scoasă de sub controlul autorităților civile, fiind trecută în schimb în subordonarea directă a comandanților militari. În aprilie 1817 au fost relocate un regiment de grenadieri în gubernia Novgorod, un regiment de infanterie în gubernia Moghilev, și două regimente de ulani în gubernia Slobodsko-Ucraina. Numărul așezărilor militare a crescut constant iar, spre sfârșitul domniei împăratului Alexandru I, acestea se prezentau după cum urmează: în gubernia Novgorod – 12 regimente de grenadieri și două brigăzi de artilerie, în gubernia Moghilev – 6 regimente de infanteriei, în gubernia Slobodsko-Ucraina, Herson și Ekaterinoslav – 16 regimente de cavalerie, în gubernia Petersburg – 2 companii ale arsenalului armatei. 
Autoritățile militare au hotărât ca, pentru a evita conflictele dintre săteni și coloniștii militari, să interzică trecerea pământurilor așezărilor militare în proprietate privată. Ministerul de finanțe a ajuns la un acord cu proprietarii de terenuri agricole pentru concesiunea pământurilor în favoarea coloniilor militare. În cazurile în care proprietarii nu au fost de acord cu cererile guvernului, s-a trecut la constrângerea acestora. Contele Arakceev, comandantul militar al unui regiment, a ordonat săparea de șanțuri în jurul terenurilor unui proprietar care refuza să accepte să-și concesioneze terenul. Pământurile acestuia au fost izolate de sursele de apă și drumurile de acces, iar proprietarul a fost silit în cele din urmă să accepte oferta guvernamentală.
În 1817, în guberniile Novgorod și Slobodno-Ucrania au fost înființate comisii speciale pentru măsurarea terenurilor. Autoritățile guberniale au fost obligate să furnizeze toate datele necesare cu privire la hotarele proprietăților private din regiunile lor de competență. După evaluarea suprafețelor necesare pentru înființarea așezărilor militare, proprietarii erau obligați să cedeze spre folosință terenurile și fermele agricole, iar Ministerul de finanțe stabilea cuantumul compensațiilor cuvenite fermierilor. Pornind de la modelul comisiilor mai sus-amintite, au fost înființate comisii speciale și în guberniile Herson și Ekaterinoslav.
În cazul micilor proprietari rezolvarea problemei era chiar mai simplă: în schimbul terenurilor arabile trecute în folosul așezărilor militare, fermierii primeau în folosință pământuri în alte regiuni. În cazul stabilirii așezărilor militare în gubernia Slobodska-Ucraina, 59 de mici proprietari, care au fost obligați să-și transfere terenurile în patrimoniul guvernului, au primit pămant la granița regiunii și compensații bănești pentru construirea unor case.
În orășelul Ciuguev, toți locuitorii care nu se născuseră în localitate au trebuit să se mute. După evaluarea caselor, grădinilor și a altor terenuri aflate în proprietatea lor de către comisia sprecială, autoritățile au plătit pentru casele necesare așezării militare 4/5 din valoarea stabilită de comisie. S-a justificat plata unei sume mai mici prin „beneficiile” pe care le-ar fi obținut despăgubiții prin obținerea dintr-o dată a unei mari sume de bani. Pentru proprietățile declarate nenecesare așezării militare, autoritățile au plătit însă doar 1/5 din suma stabilită de comisie. Mai înainte de transformarea localității Ciuguev în așezare militară, o parte a terenurilor arabile a fost transferată în folosul ofițerilor în retragere. Gradele inferioare au primit restul pământurilor și dreptul de acces în pădurile și pășunile publice. Ofițerii au mai primit și loturi de pământ pentru construirea caselor. Ofițerii în retragere au primit și mici pensii viagere.

### Traiul în cadrul așezărilor militare
Locuitorii regiunilor în care existau așezări militare erau scutiți în timp de pace de recrutări. Toți țăranii liberi, meșteșugarii și proprietarii de pământ erau obligați în schimb să plătească pentru fiecare persoană recrutabilă o sumă de 1.000 de ruble. Mebrii clasei micii burghezii din cadrul așezărilor militare nu erau scutiți în general de la recrutări și doar în cadrul în cazul burhezilor din orașe această obligațiune putea fi înlocuită prin plata unei taxe bănești. Pe timp de război însă, toți locuitorii acestor regiuni erau subiecte ale recrutărilor, pentru completarea efectivelor armatei active.
Moșierii din regiunile militare au fost scutiți la început de recrutări, fiind obligați să accepte recrutările doar în caz de război. Cu timpul, prima oară ca urmare a cererilor aristocraților din gubernia Herson, moșierilor li s-a oferit posibilitatea să aleagă între recrutareas țăranilor de pe proprietățile lor sau plata unor taxe în bani sau natură.
Uezdurile în care funcționau așezările militare primeau sume semnificative de bani pentru cheltuielile zemstvelor (consiliile locale de guvernare). Țăranii localnici erau obligați să asigure cazarea trupelor pe timpul iernii, grupuri de muncitori pentru lucrările din așezările militare, trebuiau să asigure lemne de foc și fân pentru regimente în timpul aplicațiilor și convocărilor militare, iluminarea clădirilor statului, provizii pentru funcționarii zemstvelor care călătoreau în regiune și asigure pășunatul cailor regimentelor de cavalerie staționate în regiune.
Efectivele militare ale regimentelor staționate într-o regiune erau formate în cazul infanteriei din două regimente active, unul de rezervă și un batalion încartiruit în așezări, iar în cazul cavaleriei din șase regimente active, trei de rezervă și două escadroane încartiruite în așezări. Batalioanele și escadroanele încartiruite în așezări erau formate din localnici și cei mai destoinici soldați ai regimentelor. Soldații combatanți erau aleși dintre pesoanele de 
18-45 de ani, care aveau propria gospodărie, erau căsătoriți și aveau o reputație bună. Restul localnicilor din regiune cu vârsta de 18-45 de ani, care puteau fi mobilizați la nevoie, erau înrolați în batalioanele și escadroanele de rezervă, sau erau repartizați unităților de muncă, iar surplusul de bărbați valizi era transferat în alte regimente.
În timp de pace, toate aceste regimente rămâneau în regiunile așezărilor militare de origine. Toți locuitorii unei regiuni, recrutați pentru executarea serviciului militar în alte regimente decât cel de baștină, erau transferați în noua regiune. Toți militari care își satisfăceau serviciul în așezările militare erau scutiți de impozite și servicii civile. Autoritățile statului se ocupau de pregătirea fiilor soldaților din așezările militare pentru viitoarea încadrare a acestora în serviciul militar activ.
Militarii din așezările militare erau dotați cu uniforme corspunzătoare armei din care făceau parte și cu arme și muniție. O mare parte dintre ei își tundeau scurt părul de pe cap și își rădeau bărbile, considerând că numai astfel tunși și rași puteau purta uniforma militară cu demnitate. Toți bărbații adulți ai așezărilor erau antrenați în mod regulat pentru a face față marșurilor și instruiți în folosirea armelor de foc.
Tuturor militarilor care locuiau în așezările militare li s-au repartizat loturi egale de pământ, necesare pentru întreținerea lor și a familiilor lor. Deficitul de pământ a fost eliminat prin defrișarea pădurilor sau asanarea mlaștinilor. Pășunile și fânețele au fost trecute în proprietatea obșetească.
Locuitorii așezărilor militare primeau din partea statului cai, vite de muncă, unelte agricole și mobilă. Subofițerii, în general personal militar care fusese instruit în cadrul unor școli militare, nu primeau în folosință loturi de pământ, dar erau obligați să asigure instruirea soldaților din așezările militare. O atenție deosebită era acordată instrucției de front, executării de marșuri și mânuirii armelor de foc. Din cauza costurilor ridicate, numărul ședințelor de tragere cu muniție reală erau limitate la o perioadă de doar trei săptămâni pe an. Alături de subofițeri, în așezările militare erau repartizați cei mai buni ofițeri, cei mai mulți cu experiență de front, dar și cu anumite cunoștințe economice, tehnice sau de medicină veterinară. Serviciul ofițerilor în așezările militare era foarte greu: în afară de instrucția de front și de marș, ofițerii erau obligați să conducă lucrările agricole, să controleze gospodăriile subordonaților și erau făcuți răspunzători pentru orice greșeală a acestora din urmă. Viața privată a ofițerilor, care erau încartiruiți în apartamentele special destinate lor, era monitorizată continuu de autorități. Comandanții de regiment și superiorii acestora se purtau extrem de aspru și chiar grosolan cu ofițerii din așezările militare, în mare parte datorită diferențelor sociale importante dintre comandanți și ofițerii de rând. Datorită condițiilor materiale grele din așezările militare, ofițerii care acceptau să își desfășoare activitatea aici se numărau printre militarii de carieră săraci, pentru care salariul oferit de stat era singura sursă de venit. Adevărul este că, după o perioadă în care își satisfăceau serviciul militar în cadrul așezărilor militare, acești ofițeri erau transferați la alte regimente.

### Edictul din 8 noiembrie 1831
Printr-un ucaz din 8 noiembrie 1831, așezările militare din Novgorod au fost transformate în regiuni ale soldaților agricultori. Aceste regiuni nu mai erau direct subordonate regimentelor. Batalioanele și companiile au fost desființate, acestea din urmă schimbându-și numele în districte rurale. Districtele rurale au fost puse sub comanda unor ofițeri inferiori, aleși de comandanții militari ai regiunilor. Copii soldaților agricultori nu au fost înrolați în regimentele armatei regulate, la douăzeci de ani fiind însă înrolați în batalioanele de rezerviști. În cadrul regiunii Novgorod au fost înființate 14 regiuni ale soldaților agricultori. Soldații agricultori din 5 okruguri (foști membri ai Regimentului 1 de pușcași), care nu participaseră la rebeliune, au primit permisiunea să rămână pe vechile locații și au fost scutiți de plata rentei. Mai mult chiar, ei au primit animalele de muncă care ar fi trebuit date de către guvern soldaților din alte regiuni și au fost create structurile necesare pentru sprijinirea lor din banii publici. În primele patru okruguri ale soldaților agricultori (fostele așezări ale regimentelor de grenadieri ale Diviziei I) au fost păstrate doar persoanele cele mai de încredere, cei care se întorseseră de curând de pe front și cei care slujiseră deja 20 de ani în armată și care doreau să rămână în regiune pentru restul vieții. Restul locuitorilor regiunii au fost traversați în serviciul trupelor de rezervă, în batalioanele garnizoanei sau în rândul invalizilor.
Soldații agricultori care au avut permisiunea să rămână în regiune au primit o suprafață de 15 desiatine de pământ arabil sau de fâneață. Fiecare dintre ei au trebuit să-și construiască casa din lemn cu truchiuri de copac asigurate din pădurile statului. Casele din lemn, în care locuiseră comandanții de comapanie sau funcționaseră birourile companiei sau regimentului, au fost destinate încartiruirii trupelor. În restul regiunilor, toți soldații au fost trecuți la statutul de soldați agricultori. Soldații agricultori au fost scutiți de obligația livrării de produse agricole pentru armată, dar, începând cu 1 ianuarie 1832, au fost obligați să plătească câte 60 de ruble pentru fiecare cap de famlie și câte 5 ruble pentru fiecare membru al familiei-băiat mai mare de 15 ani, până la căsătoria acestuia sau la înrolarea în serviciul militar activ.
Toți țăranii agricultori erau supuși obligațiilor militare, iar la sfârșitul perioadei de serviciul obligatoriu în armată puteau să se reîntoarcă în regiunile de origine. În perioadele în care nu erau mobilizați în armată, țăranii agricultori puteau să lucreze în agricultură, în atelierele meșteșugărești proprii sau se puteau ocupa cu negustoria. Ei erau sprijiniți de la buget cu împrumuturi în bani sau grâne.
În fiecare district rural au fost aleși la recomandarea comandanților militari, câte patru comandanți de sotnii, care primeau o anumită sumă de bani drept salariu. Fiecare regiune era condusă de un consiliu format din reprezentanți ai țăranilor agricultori. În cadrul acestui consiliu intrau, în afară de comandantul regiunii, adjunctul și aghiotantul acestuia și liderul preoților din regiune. Pământul care nu era distribuit soldaților agricultori era arendat.
Așezările militare din regiunile Vitebsk și Moghilev au fost transformate în 1835 în okruguri ale soldaților agricultori. Până în 1832, gestionarea așezărilor militare a fost făcută de un departament din subordinea ministrului de război. În 1835, acest departament a mai primit în subordonare, în afară de așezările militare și regiunile soldaților agricultori, și comandamentul trupelor neregulate, instituțiile militare de învățământ și clădirile statului din afara fortificațiilor militare.
În 1832, conducerea unităților de cavalerie activă a fost separată de cea a escadroanelor de rezervă. Dacă primele au fost subordonate direct comandanților de divizie, cele din urmă au rămas sub comanda regimentelor și brigăzilor de cavalerie. Doar patru ani mai târziu, așezările militare ale cavaleriștilor au încetat să mai fie sub conducerea militară a comandanților de divizie. Regiunile escadroanelor au fost redenumite voloste rurale, comitetele regimentale de conducere au fost transformate în comitete regionale. Fii militarilor nu au mai fost recrutați obligatoriu în unitățile părinților lor, ci au devenit subiecte ale legilor generale de recrutare.
În 1837, au fost formate noi așezări militare pe pământurile confiscate ale rebelilor polonezi din guberniile Kiev și Podolsk. Au fost organizate ferme pentru obținerea proviziilor pentru armată. Pentru a evita apariția unor crize ale terenurilor agricole, peste 14.000 de coloniști militari au fost mutat în regiunile așezărilor militare din Novorosiiks. Din rândul celor mai săraci coloniști au fost formate patru companii temporare de muncă. Militarii erau obligați în cadrul serviciului militar să participe în mod regulat la aplicații militare, să lucreze trei zile în serviciul public și să asigure provizii pentru unitățile încartiruite în regiune.

### Regiunea Caucazului
În regiunea Caucazului, militarii de rang inferior, care își terminaseră perioada de serviciu obligatoriu, s-au stabilit în localitățile de reședință ale regimentelor lor, guvernul asigurându-le anumite facilități cu acest prilej. În 1837 s-a luat hotărârea înființării așezărilor militare pe pământurile triburilor rebele. Autoritățile ruse au avut intenția să colonizeze timp de 5 ani aproximativ 3.000 de familii. Militarii de rang inferiror care aveau cel puțin 15 ani de serviciu  au fost colonizați în aceste ășezări militare, unde ei și-au contruit case și au început cultivarea pământului. Fiecărui colonist cap de familie i-a fost repartizat un lot de 20 deseatine în regiunea Caucazului de nord și de 15 deseatine în Transcaucazia. În primii ani după colonizare, autoritățile centrale au aprovizionat noile așezări militare cu alimente și furaje și le-au asigurat arme și muniție pentru a face față atacurile triburilor montane răsculate. Coloniștii ruși trebuiau să se ocupe cu agricultura, mașteșugurile și comerțul cu locuitorii pașnici din regiune. Fii coloniștilor nu au fost înrolați în efectivele așezărilor militare, dar, la împlinirea vârstei de 20 de ani au fost înrolați în regimentele regulate ale armatei din Caucaz, unde au trebuit să efectueze un stagiu de 15 ani. Crearea așezărilor  militare din Caucaz a reprezentat un succes din punct de vedere militar. Odată cu scăderea stării de insecuritate din zonă, așezările militare din regiune au fost trecute în sistemul trupelor de cazaci din Caucaz.

### Domnia împăratului Alexandru al II-lea
După urcarea pe tron a împăratului Alexandru al II-lea, așezările militare sudice au fost trecute sub comanda aghiotantului țarului, Stolîșin.  După ce a vizitat toate așezările de sub comanda lui, Stolîșin a raportat faptul că populația regiunii trecea printru-un proces de pauperizare. O bună parte a locuitorilor nu avea animale de muncă. Legumicultura, care fusese mai demult o îndeletnicire aducătoare de câștiguri, era în declin. Clădirile din regiune aveau nevoie de reparații rapide. Era foarte greu, dacă nu chiar imposibil, să se asigure stocurile de alimente și furaje necesare trupei. Stolîșin a mai remarcat că autoritățile militare și civile deopotrivă nu își îndeplinesc sarcinile care le revin. Date fiind toate aceste observații, așezările militare și regiunile agricole ale soldaților au fost desființate și terenurile au fost trecute în administrarea guvernului. O instituție artificială și străină de tradiția rusă și-a încheita astfel existența după patru decenii.